# 穗序碱茅
穗序碱茅（学名：Puccinellia subspicata）为禾本科碱茅属下的一个种。